# Вільне (Генічеська міська громада)
Ві́льне (крим. Yuz Quyu, колишні назви — Юзкуй)—  село в Україні, у Генічеській міській громаді Генічеського району Херсонської області. Населення становить 124 осіб.

## Історія
12 червня 2020 року, відповідно до Розпорядження Кабінету Міністрів України № 726-р «Про визначення адміністративних центрів та затвердження територій територіальних громад Херсонської області», увійшло до складу Генічеської міської громади.
17 липня 2020 року, в результаті адміністративно-територіальної реформи та ліквідації  колишнього Генічеського району увійшло до складу новоутвореного Генічеського району.
24 лютого 2022 року село тимчасово окуповане російськими військами під час російсько-української війни.